# Asemesthes purcelli
Asemesthes purcelli är en spindelart som beskrevs av Tucker 1923. Asemesthes purcelli ingår i släktet Asemesthes och familjen plattbuksspindlar. Inga underarter finns listade i Catalogue of Life.